# Agavotaguerra jezik
Agavotaguerra jezik (agavotokueng, agavotoqueng; ISO 639-3: avo) izumrli je jezik Agavotokueng Indijanaca koji se govorio između rijeka Curisevo i Culuene na području Parka Xingú u brazilskoj državi Mato Grosso.
Jezik je ostao neklasificiran, možda pripada aravačkoj porodici. Etnička pripadnost iznosi oko 100 (2009).

## Vanjske poveznice
- Ethnologue (15th)